# Jay Lapidus
Jay Lapidus (Princeton, 1º maggio 1959) è un ex tennista statunitense.

## Carriera
In carriera ha vinto un titolo nel singolare, lo Stowe Open nel 1982. Nei tornei del Grande Slam ha ottenuto il suo miglior risultato raggiungendo il quarto turno nel singolare agli Australian Open nel 1985.

## Statistiche

### Singolare

#### Vittorie (1)
| Numero | Anno           | Torneo            | Superficie | Avversario in finale | Punteggio |
| 1.     | 22 agosto 1982 | Stowe Open, Stowe | Cemento    | Eric Fromm           | 6-4, 6-2  |

### Doppio

#### Finali perse (1)
| Numero | Anno            | Torneo             | Superficie | Compagno   | Avversari in finale          | Punteggio |
| 1.     | 31 ottobre 1982 | Paris Open, Parigi | Cemento    | Rick Meyer | Brian Gottfried Bruce Manson | 4-6, 2-6  |